# La Jolanda furiosa
La Jolanda furiosa è il settimo romanzo scritto dalla comica torinese Luciana Littizzetto, uscito nel 2008 nella collana Biblioteca umoristica Mondadori della casa editrice Arnoldo Mondadori Editore.

## Contenuti
Viaggio negli usi e costumi degli italiani raccontando con goliardiche e surreali allusioni agli organi riproduttivi umani, citati come il Walter e la Jolanda, il modo di porsi agli stereotipi sessuali.
Il titolo dell'opera, dopo la conclusione della stagione vegetariana della produzione letteraria della Littizzetto (Sola come un gambo di sedano, La principessa sul pisello e Col cavolo), apre quella definita come meta letteraria, che comprende anche I dolori del giovane Walter.

## Edizioni
- Luciana Littizzetto, La Jolanda furiosa, collana Biblioteca umoristica Mondadori, Arnoldo Mondadori Editore, 2008,  pp. 184, ISBN 978-88-04-59295-2.